# Johanna Kirchner
Johanna « Hanna » Kirchner, née Johanna Stunz le 24 avril 1889 à Francfort-sur-le-Main et exécutée le 9 juin 1944 dans la prison de Plötzensee à Berlin, est une militante politique sociale-démocrate et résistante allemande au nazisme.

## Biographie

### Jeunesse et famille
Johanna Stunz est née le 24 avril 1889 à Francfort-sur-le-Main dans une famille de sociaux-démocrates convaincus : son grand-père est un des premiers conseillers municipaux du Parti social-démocrate à Francfort-sur-le-Main et son père, maître charpentier de métier, est également un social-démocrate engagé,.
Elle suit une formation commerciale, devient assistante de bureau et rejoint la Jeunesse ouvrière socialiste (de) dès l'âge de 14 ans, puis le Parti social-démocrate (SPD) à 18 ans. À cette époque, elle lie une amitié avec la communiste antifasciste Lore Wolf (de),.
En 1913, elle épouse le social-démocrate Karl Kirchner (de). Ils ont deux filles. En 1925, elle se remarie avec l'instituteur Paul Schmidt (1892-1973). Ils se séparent en 1929.

### Entre deux guerres
Pendant la Première Guerre mondiale, Johanna Kirchner s'implique dans l'aide aux femmes et enfants démunis,.
Après la guerre, elle participe au développement de la protection sociale ouvrière (Arbeiterwohlfahrt- AWO) qu'elle cofonde à Francfort en 1919 et lance en 1923 la Ruhrkinder-Aktion, qui permet aux enfants des familles ouvrières au chômage de la Ruhr de partir en vacances,,.
À partir de 1926, elle est employée à plein temps par le Parti social-démocrate.

### La résistance au nazisme
Lorsque les nazis prennent d'assaut la maison des syndicats de Francfort et le bureau du SPD le 2 mai 1933, elle réussit à sauver les cartes de membres. Le mois suivant, elle se rend à Genève pour la Conférence internationale du Travail.
En 1933, avertie de son arrestation imminente, elle s'enfuit, sans sa famille, en Sarre qui est alors administrée par la Société des Nations. Elle y est active au bureau du parti à Sarrebrück. Elle travaille également dans le café de Marie Juchacz, cofondatrice de l'Arbeiterwohlfahrt, qui accueille des réfugiés. Elle est aussi active au sein du Comité d'aide aux antifascistes persécutés, Hilfskomitee für verfolgte Antifaschisten,,.
Johanna Kirchner continue de transmettre à la SOPADE, le parti social-démocrate en exil à Prague, des informations issues de rapports et témoignages de réfugiés et de résistants. Elle fait parvenir clandestinement en Allemagne des journaux interdits. Ses filles l'aident à faire circuler ces documents.
Lors du plébiscite de 1935, les Sarrois votant massivement pour le rattachement au Reich allemand, Johanna Kirchner s'enfuit, d'abord à Forbach.
Là, avec Emil Kirschmann (de) et Max Braun (de), elle crée le Beratungsstelle für Saarflüchtlinge (Centre de conseil pour les réfugiés de la Sarre) qui, outre d'apporter de l'aide pratique aux émigrants, s'emploie à faire circuler les informations aux groupes de résistants et à diffuser des écrits illégaux en Allemagne. Bien qu'appartenant à des partis politiques différents, Johanna Kirchner et Lore Wolf (communiste) y travaillent ensemble pour organiser l'émigration de nombreux employés du mouvement ouvrier du Reich. De l'avis de Wolfgang Abendroth, elles ont ainsi réalisé « l'unité du mouvement ouvrier dans le travail antifasciste ».
Au début de la Seconde Guerre mondiale, elle est brièvement internée par le gouvernement français comme « étranger ennemi » à Ligny-en-Barrois. Elle part ensuite pour Metz puis Paris. De là, elle travaille pour le conseil du SPD en exil et produit des tracts anti nazis qui sont distribués clandestinement en Allemagne,.
En 1937, Johanna Kirchner est officiellement « expatriée (de) » (c'est-à-dire déchue de sa nationalité) par les autorités allemandes. Lorsque les troupes allemandes envahissent la France, elle est emprisonnée au camp de Gurs en 1940 d'où elle réussit à s'évader,. En 1942, elle est arrêtée par la police secrète française dans un monastère à Avignon où elle se cache. Le régime de Vichy, qui collabore avec les nazis sur le territoire français non occupé, la livre à la Gestapo. Elle est transférée à la prison de Moabit. En mai 1943, elle est condamnée pour haute trahison à dix années d'emprisonnement. Elle passe un an dans la prison de Cottbus quand, le 20 avril 1944, le verdict est commué en peine de mort à l'instigation exceptionnelle du président du Volksgerichtshof, Roland Freisler, qui trouve la peine trop clémente et préside lui-même un deuxième procès-spectacle de quelques minutes,,.
Johanna Kirchner est exécutée à la hache le 9 juin 1944 à la prison de Berlin-Plötzensee à l'âge de 55 ans. Dans sa lettre d'adieu, elle écrit : « Ne me pleure pas, tu connaîtras des temps plus heureux. »,,.
Elle est inhumée au cimetière principal de Francfort.

## Hommages
- Plusieurs villes ont donné le nom de Johanna Kirchner à des rues : Francfort-sur-le-Main en 1947, à Bonn, à Sarrebrük (Hanna-Kirchner-Strasse), à Wallenhorst, à Munich (Hanna-Kirchner-Weg), à Karlsruhe, à Brême en 2019 et à Plötzensee, à proximité du lieu de son exécution.
- En 1951, la Fondation Johanna Kirchner est créée par le Arbeiterwohlfahrt de Francfort. « La fondation doit permettre aux personnes âgées ou aux personnes dépendantes de jouir d'une retraite sûre et sécurisée. »[11].
- À Sarrebrück, une maison pour personnes âgées du Arbeiterwohlfahrt porte son nom.
- Entre 1990 et 1995, la ville de Francfort-sur-le-Main décerne la Médaille Johanna Kirchner à des personnes qui se sont opposées à la dictature nazie[12].
- En 1992, la ville de Francfort appose une plaque en hommage à Johanna Kirchner sur la façade de l'église St Paul[6].
- Depuis 2011, l'Arbeiterwohlfahrt et l'Université des sciences appliquées de Francfort décernent le prix Johanna Kirchner de 1 000 euros à l'auteur d'une thèse sur les thèmes des soins aux personnes âgées, du travail des enfants et des jeunes ou du travail avec les délinquants.
- Le 5 juillet 2021, un Stolperstein, réalisé par l'artiste Gunter Demnig, est posé devant le numéro 80 de la Bahnhofstraße en l'honneur de Johanna Kircher.

## Source et références
- (de) Cet article est partiellement ou en totalité issu de l’article de Wikipédia en allemand intitulé « Johanna Kirchner » (voir la liste des auteurs).

1. 1 2 3 4 5 6 7  (de) Kalender 2003 : Wegbereiterinen, Fondation Friedrich-Ebert, 2003, 14 p. (ISSN 1610-3394, lire en ligne), p. 6.
2. 1 2  (de) « Biografie - Johanna Kirchner », sur Gedenkstätte Deutscher Widerstand (consulté le 18 août 2023).
3. 1 2 3  (de) « Die Sozialdemokratin Johanna Kirchner unterstützte den Saar-Widerstand gegen das NS-Regime von Frankreich aus | Portal Rheinische Geschichte », sur www.rheinische-geschichte.lvr.de (consulté le 19 août 2023).
4. 1 2 3 4 5  (de) Horst-Peter Schulz, Einleitung zur Arbeiterwohlfahrt, Fondation Friedrich Ebert, 2008 (lire en ligne).
5. ↑  (de) « Unsere Geschichte | AWO Frankfurt », sur www.awo-frankfurt.de (consulté le 18 août 2023).
6. 1 2 3 4 5 6 7 8  (de) Thomas Altmayer, « Die Widerstandskämpferin Johanna Kirchner (1889-1944) », Antifa,‎ 14 mai 2004 (lire en ligne).
7. ↑  (de) Werner Brill, Politischer Stadtführer. Saarbrücken 1933 bis 1945, Sarrebrück, Blattlaus-Verlag, 2021, p. 53.
8. 1 2  « Kirchner, Johanna (1889 Frankfurt a. M. – 1944 Berlin-Plötzensee) », sur www.gedenkorte-europa.eu (consulté le 19 août 2023).
9. ↑  (de) Landeshauptstadt Sarrebrücken, Johanna Kirchner, s.d. (lire en ligne).
10. ↑  (en) Helmut Ortner, Hitler's Executioner: Roland Freisler, President of the Nazi People's Court, Pen and Sword, 30 novembre 2018 (ISBN 978-1-4738-8941-5, lire en ligne).
11. ↑  Arbeiterwohlfahrt Kreisverband Frankfurt am Main e.V, « Johanna-Kirchner-Stiftung | AWO Frankfurt », sur www.awo-frankfurt.de (consulté le 19 août 2023).
12. ↑  (de) « Johanna Kirchner-Medaille », sur FRANKFURT.DE - DAS OFFIZIELLE STADTPORTAL (consulté le 19 août 2023).